# Liste der Monuments historiques in Ferrières-les-Bois
Die Liste der Monuments historiques in Ferrières-les-Bois führt die Monuments historiques in der französischen Gemeinde Ferrières-les-Bois auf.

## Liste der Objekte
| Bezeichnung      | Beschreibung                                                                | Standort                                    | Kennzeichnung | Schutzstatus | Datum | Bild |
| ---------------- | --------------------------------------------------------------------------- | ------------------------------------------- | ------------- | ------------ | ----- | ---- |
| Prozessionskreuz | Kupfer, versilbert, 16. und 18. Jahrhundert                                 | in der Kirche Nativité-de-Notre-Dame (Lage) | PM25000705    | Classé       | 1908  |      |
| Kelch            | Silber, vergoldet, gemarkt 1731, Goldschmied Pierre-François Grandguillaume | in der Kirche Nativité-de-Notre-Dame (Lage) | PM25000706    | Classé       | 1908  |      |